# ليزا آن ماركوفسكي
ليزا آن ماركوفسكي (بالإنجليزية: Lisa Murkowski) (وُلدت في 22 مايو 1975) هي سياسية أمريكية تشغل منصب كبير أعضاء مجلس الشيوخ في الولايات المتحدة عن ولاية ألاسكا، وقد شغلت هذا المقعد منذ عام 2002. تُعد ماركوفسكي عضوًا في الحزب الجمهوري، وهي ثاني أكبر امرأة سنًا تابعة للحزب الجمهوري في مجلس الشيوخ. إلى جانب سوزان كولينز من ولاية مين، فإن ماركوفسكي كثيرًا ما توصف بأنها واحدة من الجمهوريين الأكثر اعتدالًا في مجلس الشيوخ وبأنها ناخبة حاسمة بالغة الأهمية.
ماركوفسكي هي ابنة عضو مجلس الشيوخ الأمريكي السابق وحاكم ولاية ألاسكا، فرانك ماركوفسكي. قبل تعيينها في مجلس الشيوخ، عملت في مجلس نواب ألاسكا وانتُخبت في النهاية زعيمة للأغلبية. عينها والدها في مجلس الشيوخ الأمريكي، بعد استقالته من مقعده في ديسمبر 2002 ليصبح حاكمًا لولاية ألاسكا. أكملت ماركوفسكي فترة والدها المتبقية، التي انتهت في يناير 2005.
خاضت ماركوفسكي سباق الترشح لمجلس الشيوخ وفازت بفترة ولاية كاملة في عام 2004. ترشحت لفترة ثانية في عام 2010. بعد خسارة الحزب الجمهوري الانتخابات التمهيدية لصالح جو ميلر، مرشح حزب الشاي، وخاضت ماركوفسكي الانتخابات العامة مرشحة بالكتابة وهزمت كلًا من ميلر ومرشح الحزب الديمقراطي سكوت مكادمز؛ وهو ما جعلها ثاني عضو في مجلس الشيوخ في الولايات المتحدة (والأول منذ ستروم ثورموند في عام 1954) ينُتخب بالتصويت الكتابي. على الرغم من فوز ماركوفسكي بثلاث فترات كاملة في مجلس الشيوخ، فإنها لم تفز قط بأغلبية الأصوات؛ فقد فازت بأكثرية الأصوات في كل من السباقات الثلاثة، إذ بلغ عدد الأصوات التي حصلت عليها نحو 48.6% في عام 2004، و39.5% في عام 2010، و44.4% في عام 2016.

## نشأتها وسيرتها المهنية المبكرة وتعليمها
وُلدت ماركوفسكي في كيتشيكان، ألاسكا، ابنة لوالدتها نانسي رينا (الاسم قبل الزواج: نانسي غور) ولوالدها فرانك ماركوفسكي. كان جد والدها ذا أصول بولندية، وأمها ذات أصول أيرلندية وكندية فرنسية. عندما كانت طفلة، كانت هي وأسرتها تتنقل في أنحاء الولاية مع عمل والدها مصرفيًا.
حصلت على درجة البكالوريوس في الاقتصاد من جامعة جورجتاون في عام 1980، وهو نفس العام الذي انتُخب فيه والدها عضوًا في مجلس الشيوخ الأمريكي. تُعد ماركوفسكي عضوًا في نادي باي بيتا فاي النسائي، ومثَّلت ولاية ألاسكا سنة 1980 بأنها أميرة أزهار الكرز. حصلت على شهادة الدكتوراه في القانون عام 1985 من كلية الحقوق بجامعة ويلاميت.
كانت تعمل محامية في مكتب محكمة أنكوريج المحلية (1987-89). من عام 1989 إلى عام 1998، عملت محامية في مكتب خاص في أنكوريج، ألاسكا. عملت أيضًا، من عام 1990 إلى عام 1991، في فريق عمل رئيس البلدية المعني بالمشردين.

## مجلس نواب ألاسكا
في عام 1998، انتُخبت ماركوفسكي عضوًا في مجلس نواب ألاسكا. شملت دائرتها الانتخابية الثامنة عشر شمال شرق ولاية أنكوريج، وقاعدة فورت ريتشاردسون وإلمندورف للقوات الجوية (تُعرف الآن بالقاعدة المشتركة ألمندورف ريتشاردسون، أو چيه بي آر إي)، وضواحي نهر إيغل تشوجياك. في عام 1999، استحدثت ماركوفسكي تشريعًا بإنشاء لجنة مشتركة للقوات المسلحة. أُعيد انتخابها في عام 2000، وبعد تغيير حدود مقاطعتها أيضًا في عام 2002. كانت منافستها المباشرة في انتخابات عام 2002 هي المرشحة المحافظة نانسي دالستروم، وقد تحدت ماركوفسكي بسبب تأييدها لحقوق الإجهاض ورفضها للاقتصاد المحافظ. وقد فازت ماركوفسكي بقيمة 56 صوتًا فقط. عُينت زعيمة للأغلبية في المجلس في الدورة التشريعية 2003-2004. وقد استقالت من مقعدها في مجلس النواب قبل أن تتولى هذا المنصب، بسبب تعيينها من قبل والدها للمقعد الذي كان قد تخلى عنه في مجلس الشيوخ الأمريكي بعد تنحيه لتولي منصب حاكم ولاية ألاسكا. كانت ماركوفسكي عضوًا في لجنة ألاسكا المعنية بالتعليم ما بعد الثانوي، وترأست كل من لجنة العمل والتجارة، ولجنة شؤون العسكريين والمحاربين القدماء. عندما استقالت وشغلت مقعدها في مجلس الشيوخ، عيّن والدها دالستروم، وكانت الشخص المختار من قبل لجنة الحزب الجمهوري، بديلة عنها.

## حياتها الشخصية
تزوجت ماركوفسكي من فيرن مارتيل. أنجبا طفلين، هما نيكولا وماثيو. ماركوفسكي هي مسيحية كاثوليكية.

### الجدل بشأن بيع الممتلكات
في يوليو 2007، ذكرت ماركوفسكي أنها سوف تبيع أرضًا كانت قد اشترتها من رجل الأعمال بوب بيني، بعد يوم واحد من تقديم مجموعة مراقبة تابعة لواشنطن شكوى أخلاقية ضدها في مجلس الشيوخ، زاعمين بأن بيني باع العقار بقيمة أقل كثيرًا من قيمة السوق. ذكرت صحيفة أنكوريج دايلي نيوز بأنه «وفقًا لشكوى المركز الوطني للشؤون القانونية والسياسات، فإن الصفقة كانت هدية غير شرعية تتراوح قيمتها، اعتمادًا على كيفية تقييم الممتلكات، بين 70,000 دولار و170,000 دولار أمريكي». وفقًا لوكالة أسوشيتد برس، فإن ماركوفسكي اشترت الأرض من اثنين من المطورين العقاريين المرتبطين بقضية السياسي تيد ستيفنز.
في عام 2008، عدلت ماركوفسكي كشوفها المالية لمجلس الشيوخ عن عام 2004 حتى عام 2006، مضيفة إيرادًا قدره 60,000 دولار سنويًا من بيع عقار في عام 2003، وأكثر من 40,000 دولار سنويًا من بيع «شركة ألاسكا باستا» في عام 2005.

## روابط خارجية
- ليزا آن ماركوفسكي على موقع IMDb (الإنجليزية)
- ليزا آن ماركوفسكي على موقع الموسوعة البريطانية (الإنجليزية)
- ليزا آن ماركوفسكي على موقع إن إن دي بي (الإنجليزية)